# Eleições estaduais de Bremen em 2015
As eleições estaduais de Bremen em 2015 foram realizadas a 10 de Maio e, serviram para eleger os 83 deputados para o parlamento estadual.
O Partido Social-Democrata da Alemanha e a Aliança 90/Os Verdes, parceiros de governo desde 2007, foram os grandes perdedores das eleições, com o SPD a perderem 5,8% dos votos em relação a 2011, ficando-se pelos 32,8% dos votos, enquanto os Verdes sofreram ainda mais, perdendo 7,4% em relação a 2011, obtendo 15,1% dos votos. Apesar desta forte queda, os social-democratas e verdes conseguiram preservar a maioria no parlamento.
A União Democrata-Cristã obteve uma pequena subida, conquistando 22,4% dos votos e, acima de tudo, recuperando o estatuto de segundo partido do estado.
A Esquerda foi outros dos beneficiários da queda dos partidos de governo, conquistando o seu melhor resultado de sempre, obtendo 9,5% dos votos.
O Partido Democrático Liberal foi outro partido que conseguiu resultados positivos, voltando a entrar no parlamento estadual, ao obter 6,6% dos votos e 6 deputados.
Por fim, destacar a entrada de um novo partido no parlamento, o partido de direita e eurocéptico, Alternativa para a Alemanha, conseguindo 5,5% dos votos e 4 deputados.
Após as eleições, a coligação de governo, que dura desde 2007, entre SPD e os Verdes manteve-se na liderança do governo estadual.

## Resultados Oficiais
| Partido      | Partido                      | Votos   | %     | +/-   | Deputados | +/-     |
| ------------ | ---------------------------- | ------- | ----- | ----- | --------- | ------- |
|              | Partido Social-Democrata     | 383 509 | 32,8  | 5,8   | 30 / 83   | 6       |
|              | União Democrata-Cristã       | 261 929 | 22,4  | 2,0   | 20 / 83   | Estável |
|              | Aliança 90/Os Verdes         | 176 807 | 15,1  | 7,4   | 14 / 83   | 7       |
|              | A Esquerda                   | 111 485 | 9,5   | 3,9   | 8 / 83    | 3       |
|              | Partido Democrático Liberal  | 76 754  | 6,6   | 4,2   | 6 / 83    | 6       |
|              | Alternativa para a Alemanha  | 64 368  | 5,5   | Novo  | 4 / 83    | Novo    |
|              | Cidadãos em Fúria            | 37 759  | 3,2   | 0,5   | 1 / 83    | Estável |
|              | O Partido                    | 21 888  | 1,9   | Novo  | 0 / 83    | Novo    |
|              | Partido Pirata               | 17 773  | 1,5   | 0,4   | 0 / 83    | Estável |
|              | Partido dos Direitos Animais | 13 910  | 1,2   | Novo  | 0 / 83    | Novo    |
|              | Partido Nacional Democrático | 2 170   | 0,2   | 1,4   | 0 / 83    | Estável |
| Total        | Total                        |         | 100   |       | 83 / 83   |         |
| Participação | Participação                 |         | 50,2  | 5,3   |           |         |
| Fonte        | Fonte                        | [ 2 ]   | [ 2 ] | [ 2 ] | [ 2 ]     | [ 2 ]   |

## Resultados por Zona
Os resultados apresentados referem-se a partidos que elegeram deputados:
| Zona        | %    | D   | %    | D   | %    | D   | %     | D     | %   | D   | %   | D   | %   | D   | D  |
| Zona        | SPD  | SPD | CDU  | CDU | GRÜ  | GRÜ | LINKE | LINKE | FDP | FDP | AFD | AFD | BIW | BIW | D  |
| ----------- | ---- | --- | ---- | --- | ---- | --- | ----- | ----- | --- | --- | --- | --- | --- | --- | -- |
| Bremen      | 32,6 | 24  | 22,2 | 16  | 15,8 | 12  | 9,9   | 7     | 6,7 | 5   | 5,6 | 4   | 2,7 | -   | 68 |
| Bremerhaven | 34,0 | 6   | 23,9 | 4   | 11,2 | 2   | 7,0   | 1     | 5,5 | 1   | 4,9 | -   | 6,5 | 1   | 15 |
| Bremen      | 32,8 | 30  | 22,4 | 20  | 15,1 | 14  | 9,5   | 8     | 6,6 | 6   | 5,5 | 4   | 3,2 | 1   | 83 |